# Базилика Марии Утешительницы в Граце
Базилика Марии Утешительницы в Граце (нем. Mariatrost Basilica) — приходская и барочная паломническая церковь на вершине горы Пурберг в округе Грац — Мариятрост. Храм является одним из самых известных паломнических объектов федеральной земли Штирии, на юго-востоке в Австрии. На гору высотой 469 м можно подняться по лестнице Ангела длиной 216 метров.
Штирия является одной из наиболее религиозных федеральных земель Австрии. Базилика Марии Утешительницы в Граце является второй важнейшей марийской святыней Штирии после базилики Мариацелль. Базилику ежегодно посещают тысячи паломников из Австрии, Венгрии и Хорватии. Паломников к базилике привлекает чудотворная статуя Девы Марии, которая известна своими чудесами еще с XVII века.

## История
В 1708—1786 годах здесь был монастырь отцов паулинов, а в 1842—1996 годах францисканский монастырь. Паулины начали строить церковь, однако во время правления императора Иосифа II вынуждены были покинуть Штирию вследствие секуляризации. Строительство было завершено францисканцами, когда базилика перешла в их руки. После ухода францисканских монахов в 1996 году базилика стала обычной приходской церковью. Через три года, 28 октября 1999 года, Папа Римский Иоанн Павел II предоставил церкви титул Малая базилика.

## Архитектура
Характерными признаками этого сакрального сооружения являются две башни фасада высотой 61 м., находящиеся с обеих сторон входа, и купол за ними, которые можно увидеть издалека. К церкви присоединены два выступающих крыла бывшего монастыря. Базилику посещают не только верующие, она интересна также своей архитектурой.
На ее стенах можно увидеть фрески с сюжетами из жизни Девы Марии. Большими фресками с 1736 года украшена часовня Павла, которая отапливается, и зимой церковные службы проходят здесь.
Главный алтарь имеет четыре изогнутые колонны с готично-барочным изображением Святой Марии (около 1460 г.). Для позолоченного нимба (1741—1743 гг.) было потрачено 70 кг меди. Кафедра церкви работы Уайта Кенигера является украшением интерьера, она датируется 1779 годом. На ней представлены сцены из жизни Девы Марии и скульптуры трех аллегорических фигур женщин с крестом, с якорем и с горящим сердцем, что символизируют три божественные добродетели — Веру, Надежду и Любовь. Большой купол тематически посвящен коронации Марии на небесах. Росписи в первом своде после купола показывает победу над турками во время Венской битвы. Кроме императора Леопольда I Габсбурга можно узнать короля Яна Собеского и епископа Леопольда Колонича. Над входом в церковь находится орган работы австрийской компании "Пфлюгер Оргелбау" 1993 года. Он имеет 45 регистров, три ручных клавиатуры и педали для ног. Корпус органа украшен фигурами короля Давида и святой Цецилии.